# BA Tango
BA Tango sta plesalca Andreja Podlogar in Blaž Bertoncelj.
Sta slovenska plesalca in koreografa argentinskega tanga. V letu 1998 sta si priborila naslov svetovnih prvakov v argentinskem tangu, pet let pozneje pa sta s svojim nastopom na V. Mednarodnem festivalu argentinskega tanga v Buenos Airesu navdušila argentinsko publiko in medije. S svojim plesom sta se predstavila tudi v ZDA, na Kitajskem, v Hong Kongu, Turčiji, Franciji, Nemčiji, Italiji, Avstriji, Belgiji, na Poljskem, v Srbiji, na Hrvaškem in v Sloveniji.
Andreja in Blaž sta tudi koreografa. Za koreografije v plesni predstavi »Tango Prohibido« sta prejela stanovsko nagrado Povodni mož. Ob 10. obletnici njunega izvajanja argentinskega tanga sta ustvarila novo plesno predstavo z naslovom »Harmonia«, ki je bila premierno uprizorjena v Cankarjevem domu 29. septembra 2006.

## Najbolj odmevni dosežki
1. Nastop na otvoritvi poletnega festivala bavarske državne opere »HVB Festspiel-Nacht«, Junij 2009
2. Tango koreografija v »Operi za tri groše«, Hrvatsko narodno kazalište, - HNK Zagreb, November 2007
3. Nastop na festivalu DRUGA GODBA kot gosta skupine Astorpia, maj 2007
4. Celovečerna plesna predstava Harmonia Premiera, september 2006
5. Nastop na 3. beograjskem tango festivalu, september 2006
6. Koreografija za predstavo Češnjev vrt, SNG Drama, 2006
7. Nastop na 2. beograjskem tango festivalu, september 2005
8. Nastop s kvintetom Distango v Baltski Filharmoniji v Gdansku, 2004
9. Nastop na V. Mednarodnem festivalu tanga v Buenos Airesu, marec 2003
10. Kratek igrano-dokumentarni film »Tango-5«, januar 2003 - produkcija TV Slovenija
11. Plesna predstava »Tango e-mocion«, prva multimedijska tango predstava; premierno uprizorjena oktobra 2002 v Prešernovem gledališču v Kranju
12. Koreografije za dramo »Benetke«, v režiji argentinskega režiserja Omarja Viale in produkciji Prešernovega gledališča Kranj
13. Dobitnika stanovske nagrade Povodni mož kot koreografa
14. Plesna predstava Tango prohibido, premierno uprizorjena na Dubrovniškem festivalu 2001
15. Naslov svetovnih prvakov - IDO World Championship v Franciji, november 1998